# Anglosasové
Anglosasové je kolektivní označení obvykle užívané k popisu kulturně a jazykově spřízněných germánských kmenů žijících na jihu a východě ostrova Velká Británie zhruba od poloviny 5. století až do doby normanského dobytí země v roce 1066. Anglosasové hovořili germánskými dialekty a podle Bedy Ctihodného byli potomky dvou mocných germánských kmenů, Anglů a Sasů původem ze současného severního Německa, a Jutů z dnešního Dánska.
Anglosasové od 5. století prosluli dobýváním bývalé římské provincie Británie. Tu obývali romanizovaní keltští Britonové, které podle mýtů vedl proti dobyvatelům král Artuš. Anglosasové si v dobyté Anglii udrželi výsadní postavení až do roku 1066, kdy byl zabit poslední korunovaný anglosaský král Harold II. Godwinson normandským vévodou Vilémem Dobyvatelem v bitvě u Hastingsu.

## Historie

### Sasové, Anglové a Jutové

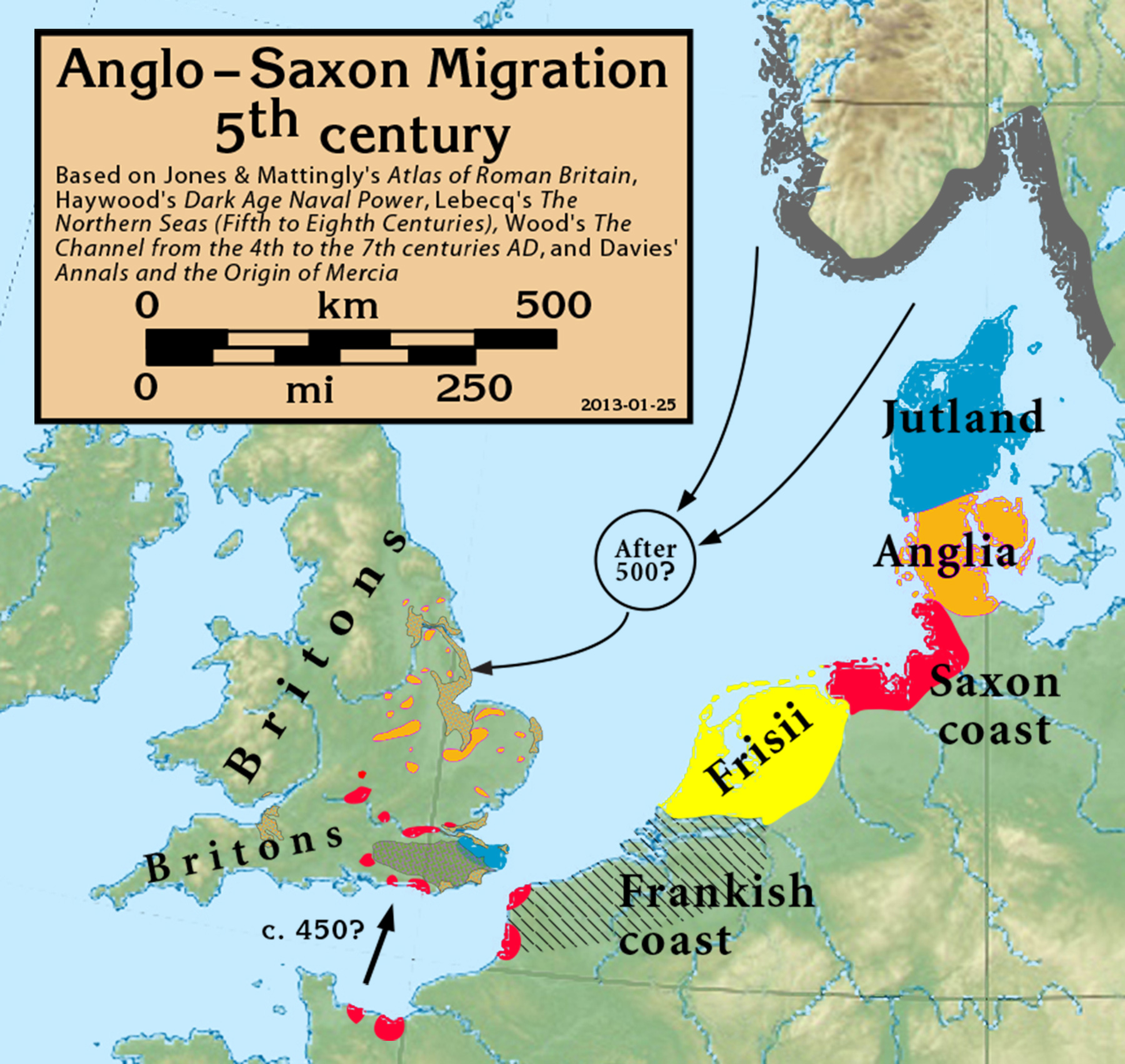
Anglosaská migrace v 5. století

Podle legendy přišli Anglosasové ve větším počtu poprvé na území dnešní Anglie kolem roku 450 na žádost britského náčelníka Vortigerna, aby mu pomohli proti Piktům. Anglosasové byli skvělí válečníci, proto postupně dobyli území na jihu, východě a středu Británie, kde zakládali svá království. Bojovali hojně i mezi sebou, avšak jen dynastii Cerdikovců se podařilo posléze v 9. století sjednotit sedm království a vytvořit tak středověkou jednotnou Anglii.

### Anglosaská království
Jedním z prvních známých anglosaských králů na území Británie byl jutský předák Hengest, který kolem roku 455 založil království Kent. Ten lstí zneškodnil britonské vyslance (Noc dlouhých nožů) u Stonehenge, kteří přišli vyjednávat o míru.
Další anglosaský král Cerdic připlul z kontinentu do Británie kolem roku 494 a údajně založil roku 519 království Wessex. Byl zakladatelem rodu Cerdikovců, který vládl v Anglii až do roku 1066 a jehož členem byl i Alfréd Veliký.

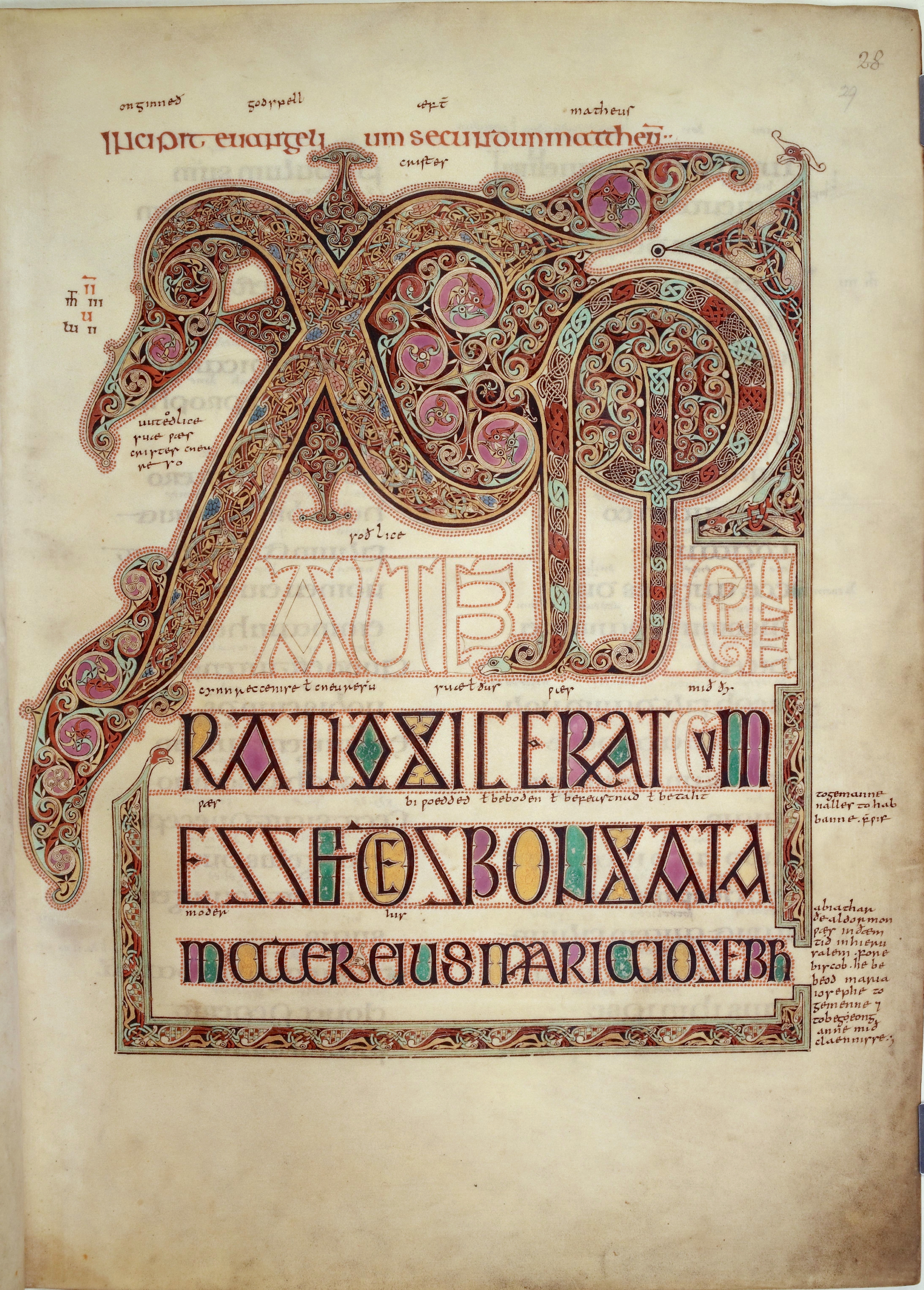
Stránka Matoušova evangelia, ostrov Lindisfarne, kolem roku 700

Sv. Gilda (zemřel 570) poprvé zavedl mezi Anglosasy křesťanství. O této době také pojednává dílo De Excidio et Conquestu Britanniae.
Angelský král Northumbrie Æthelfrith porazil mezi lety 613 a 616 v (bitvě u Chesteru) Velšany. Jeho rivalem byl východoanglický král Rædwald. Král Rædwald nakonec porazil krále Æthelfritha (617) a umožnil northumbrijskému pretendentovi z konkurenční dynastické linie Edwinovi ujmout se trůnu. Král Edwin byl zabit v bitvě roku 632, také on byl zastáncem křesťanství. Král Východní Anglie Rædwald je patrně pohřben u Sutton Hoo ve dřevěné lodi – nedávno to potvrdil archeologický průzkum – dle něj Anglosasové byli na stejné řemeslné úrovni jako Římané v době svého vrcholného rozvoje.
Anglii v raném středověku tvořila tzv. heptarchie – sedm království situovaných na jihu, jihovýchodě a středu Anglie. Království byla vytvořena Angly: Northumbrie, Mercie, Východní Anglie; Juty Kent; Sasy Essex, Sussex a Wessex. Z této doby pochází v Anglii dnešní názvy hrabství Sussex (South Saxons), Essex (East Saxons), Middlesex (Middle Saxons), a také Wessex (West Saxons). Např. anglický název pro Wales je odvozen z germánského výrazu pro cizince.
Tato království pak v 9. století postupně sjednotili králové Wessexu Ecgberht a Alfréd Veliký. Sedm království se změnilo v hrabství a dodnes se tento správní systém do jisté míry uchoval. Vytvořili na hranicích opevněná města a dovedli se tak účinně bránit proti nájezdům Keltů a hlavně vikingů, kteří vytvořili své území na východě Anglie (Danelaw). Království padlo až vpádem Normanů roku 1066 – bitva u Hastingsu.